# Ota Širca Roš
Ota Širca Roš, slovenska radijska moderatorka in TV-voditeljica, * 2. junij 1979, Ljubljana.
Nekaj let je bila moderatorka na Radiu Antena.
Za leto 2007 je bila s strani poslušalcev nominirana za Viktorja za najboljšo radijsko osebnost leta (radijskega Viktorja popularnosti).
Dela tudi na televiziji - je voditeljica rubrike Pop-In v oddaji 24UR na POP TV.